# كوكي هاسيكوا
كوكي هاسيكوا (باليابانية: 長谷川 光基) (27 أبريل 1999 في طوكيو في اليابان – )؛ هو لاعب كرة قدم كان يلعب كمدافع.

## وصلات خارجية
- كوكي هاسيكوا على موقع رابطة كرة القدم اليابانية للمحترفين (اليابانية)
- كوكي هاسيكوا على موقع قاعدة بيانات كرة القدم.إي يو (الإنجليزية)
- كوكي هاسيكوا على موقع Soccerway.com (الإنجليزية)